# Salut Borràs i Saperas
Pour les articles homonymes, voir Borràs et Saperas.
Salut Borràs i Saperas, née à Barcelone le 6 janvier 1878 et morte dans le 13e arrondissement de Paris le 11 août 1954, est une militante anarchiste catalane.

## Biographie
Née dans une famille anarchiste, aînée des six filles des militants Francesca Saperas i Miró et Martí Borràs i Jover, Salut dédie sa vie au mouvement libertaire.
Sa famille vit à Barcelone. Salut passe sa jeunesse d'abord à la Vila de Gràcia, fief barcelonais du mouvement libertaire, puis dans le Raval, quartier populaire de la vieille ville de Barcelone. 
Adulte, Salut rejoint le Mexique, avec son compagnon Octave Jahn, pour participer à la révolution d’Emiliano Zapata.
De retour à Barcelone, sous la République, elle est active durant la guerre d'Espagne, mais doit s'exiler en France lors de la Retirada, exode massif forcé des Républicains à la suite de l'arrivée des nationalistes en 1939 en Catalogne.
Elle vit son exil à Paris, durant l'après-guerre, dans un grand dénuement. C'est dans la capitale française qu'elle décède le 11 août 1954, à l'hôpital de la Pitié-Salpêtrière, dans le 13e arrondissement.

## Postérité
- Sa correspondance est conservée à l'Institut international d'histoire sociale (IISH) d'Amsterdam, aux Pays-Bas[6].